# ケム・バーチ
ケム・ゼイビア・バーチ（Khem Xavier Birch, 1992年9月28日- ）は、カナダ・ケベック州モントリオール出身のプロバスケットボール選手。BSLのフェネルバフチェ・ベコに所属している。ポジションはセンター。

## 経歴

### ハイスクール
カナダオンタリオ州ラッセルのセント・トーマス・アクィナス・カトリック高校の代表チームでバスケットボールをプレーした後、マサチューセッツ州ウィンチェンドンのウィンチェンドン スクールとマサチューセッツ州フィッチバーグのノートルダム プレップで残りの高校生活を送った。

### カレッジ
2011–12 、ピッツバーグ大学のピッツバーグ・パンサーズでカレッジバスケットボールをプレーし　、その後、2012年にUNLVに移籍し、 UNLV ランニング レベルズでプレーした。ジュニアとして、2013–14 シーズンに、マウンテン ウェスト カンファレンスで 3 番目に高い、ゲームあたり平均 10.2 リバウンドを記録した。ゲームあたり平均 3.8 ブロックは、マウンテン ウェスト カンファレンスで 2 番目に高かった。大学でのキャリア中、 69 試合で 1 試合あたり 25.4 分で平均 8.9 ポイント、7.8 リバウンド、0.8 アシストを記録した。
2014年4月、大学の最終学年の前にNBA ドラフトにエントリーした。

### プロキャリア

#### スーフォールズ・スカイフォース
2014年のNBAドラフトでは指名はなく、サマーリーグにワシントン・ウィザーズの一員として参加した。9月14日にマイアミ・ヒートとの契約に合意したが、10月25日に解雇された。11月3日にNBADリーグのスーフォールズ・スカイフォースへ送られた。2015年2月4日にNBADリーグオールスターに選出された。このシーズン、バーチはDリーグで52試合に出場し、平均11.1得点、9.5リバウンド、1.2アシスト、1.8ブロック、0.7スティールを記録した。

#### ウシャク・スポルティフ
6月30日にBSLのウシャク・スポルティフとの契約に合意した。翌月、2015年のオーランドサマーリーグではブルックリン・ネッツ、2015年ラスベガスサマーリーグではニューオーリンズ・ペリカンズから参加した。2015–16シーズンは、ウシャクとプレーし続け、BSLでの32試合で、平均27.0分の出場で10.5得点、9.1リバウンド、0.5アシスト、1.3ブロック、0.5スティールを記録した。 

#### オリンピアコス
2016年6月14日にギリシャ・バスケットリーグのオリンピアコスBCとの2 年総額110万ユーロの契約で合意した。
国内リーグでは33試合の出場で、1試合平均15.7分の出場で、5.7 ポイント、5.0 リバウンド、0.4 アシスト、0.8 ブロック、0.6 スティールを記録した。、ユーロリーグでは、37試合に出場し、1試合平均18.1分の出場で、7.3 ポイント、5.6 リバウンド、0.3 アシスト、1.0 ブロック、0.5 スティールを記録した。
2017年7月10日にNBAにサインインするためにオリンピアコスとの契約をオプトアウトした。

#### オーランド・マジック
7月27日にオーランド・マジックとの契約に合意した。
2019年3月14日のクリーブランド・キャバリアーズ戦でシーズンハイとなる13得点、11リバウンド、2スティールを記録し、チームは120-91で勝利した。
7月10日にマジックとの再契約に合意した。
2021年3月26日のポートランド・トレイルブレイザーズ戦でキャリアハイとなる15リバウンド、4スティールを含む14得点、4アシスト、2ブロックを記録したが、チームは105-112で敗れた。4月8日にマジックから解雇された。

#### トロント・ラプターズ
同月10日にトロント・ラプターズとのシーズン終了までの契約に合意した。翌日のニューヨーク・ニックス戦でラプターズデビューを果たして4得点、5リバウンドを記録したが、チームは96-102で敗れた。同月14日のサンアントニオ・スパーズ戦で14得点、6リバウンド、1アシスト、1スティール、2ブロックを記録し、チームは117-112で辛勝した。同月26日のクリーブランド・キャバリアーズ戦で14得点、6リバウンド、1アシスト、2スティール、2ブロックを記録し、チームは112-96で勝利した。3日後のデンバー・ナゲッツ戦でキャリアハイとなる20得点を含む9リバウンド、4アシスト、2スティール、1ブロックを記録したが、チームは111-121で敗れた。
8月6日にラプターズとの3年総額2,000万ドルの再契約に合意した。
2023年2月9日にヤコブ・パートルとのトレードで、2024年のドラフト1巡目指名権、2つの将来のドラフト2巡目指名権と共にサンアントニオ・スパーズへ放出されたが、1試合も出場せずに10月19日にスパーズから解雇された。

#### バスケット・ジローナ
2024年2月5日にリーガACBのバスケット・ジローナとの契約に合意した。

#### フェネルバフチェ・ベコ
9月11日にBSLのフェネルバフチェ・ベコとの1年契約に合意した。

## 代表歴
カナダのU-18ジュニア代表チームで、2010年FIBAアメリカU-18選手権に出場し、銅メダルを獲得した。
男子カナダ代表チームのメンバーでもあり、 2016年マニラで開催されたオリンピック予選トーナメントに出場している。中国で開催された2019 FIBAバスケットボールワールドカップにも出場している。

## 個人成績

### NBA

#### レギュラーシーズン
| シーズン | チーム | GP  | GS | MPG  | FG%  | 3P%  | FT%  | RPG | APG | SPG | BPG | PPG  |
| -------- | ------ | --- | -- | ---- | ---- | ---- | ---- | --- | --- | --- | --- | ---- |
| 2017–18  | ORL    | 42  | 0  | 13.8 | .540 | ---  | .689 | 4.3 | .8  | .4  | .5  | 4.2  |
| 2018–19  | ORL    | 50  | 1  | 12.9 | .603 | .000 | .699 | 3.8 | .8  | .4  | .6  | 4.8  |
| 2019–20  | ORL    | 48  | 24 | 19.2 | .510 | .000 | .653 | 4.6 | 1.0 | .4  | .5  | 4.4  |
| 2020–21  | ORL    | 48  | 5  | 19.8 | .450 | .190 | .741 | 5.1 | 1.1 | .7  | .6  | 5.3  |
| 2020–21  | TOR    | 19  | 17 | 30.4 | .556 | .290 | .636 | 7.6 | 1.9 | .8  | 1.2 | 11.9 |
| 2021–22  | TOR    | 55  | 28 | 18.0 | .485 | .000 | .746 | 4.3 | 1.1 | .5  | .5  | 4.5  |
| 2022–23  | TOR    | 20  | 0  | 8.1  | .594 | .500 | .800 | 1.3 | .4  | .3  | .3  | 2.2  |
| 通算     | 通算   | 282 | 75 | 17.1 | .520 | .200 | .698 | 4.4 | 1.0 | .5  | .5  | 5.0  |

#### プレーオフ
| シーズン | チーム | GP | GS | MPG  | FG%  | 3P%  | FT%  | RPG | APG | SPG | BPG | PPG |
| -------- | ------ | -- | -- | ---- | ---- | ---- | ---- | --- | --- | --- | --- | --- |
| 2019     | ORL    | 5  | 0  | 18.4 | .556 | ---  | .857 | 6.2 | .8  | .2  | 1.0 | 5.2 |
| 2020     | ORL    | 5  | 0  | 17.8 | .500 | ---  | .909 | 5.0 | 1.4 | .2  | .0  | 4.8 |
| 2022     | TOR    | 6  | 4  | 10.5 | .500 | .500 | ---  | 1.5 | .5  | .2  | .2  | 3.0 |
| 通算     | 通算   | 16 | 4  | 15.3 | .521 | .500 | .889 | 4.1 | .9  | .2  | .4  | 4.3 |

### ユーロリーグ
| シーズン | チーム           | GP | GS | MPG  | FG%  | 3P% | FT%  | RPG | APG | SPG | BPG | PPG | PIR  |
| -------- | ---------------- | -- | -- | ---- | ---- | --- | ---- | --- | --- | --- | --- | --- | ---- |
| 2016–17  | オリンピアコスBC | 37 | 21 | 18.1 | .624 | --- | .643 | 5.6 | .3  | .5  | 1.0 | 7.3 | 10.8 |
| 通算     | 通算             | 37 | 21 | 18.1 | .624 | --- | .643 | 5.6 | .3  | .5  | 1.0 | 7.3 | 10.8 |

### カレッジ
| シーズン | チーム       | GP | GS | MPG  | FG%  | 3P% | FT%  | RPG  | APG | SPG | BPG | PPG  |
| -------- | ------------ | -- | -- | ---- | ---- | --- | ---- | ---- | --- | --- | --- | ---- |
| 2011–12  | ピッツバーグ | 10 | 6  | 15.0 | .571 | --- | .545 | 5.0  | .0  | .2  | 1.9 | 4.4  |
| 2012–13  | UNLV         | 26 | 15 | 21.8 | .563 | --- | .642 | 5.7  | .6  | .7  | 2.6 | 7.2  |
| 2013–14  | UNLV         | 33 | 32 | 31.4 | .510 | --- | .693 | 10.2 | 1.2 | .6  | 3.8 | 11.5 |
| 通算     | 通算         | 69 | 53 | 25.4 | .531 | --- | .668 | 7.8  | .8  | .6  | 3.1 | 8.9  |

## 人物
1992年9月28日にモントリオールで生まれ、3人の兄弟がいる。オンタリオ州ラッセルのセント・トーマス・アクィナス・カトリック高校に通った。トロント・ラプターズのファンとして育ち、テレビで試合を観戦したり、父親と一緒にトロントまで5時間運転して、エア・カナダ・センターでライブの試合を観戦したりした。2018年に結婚し、2019年に娘が生まれた。